# Krustyho zkouška z dospělosti
Krustyho zkouška z dospělosti (v anglickém originále Today I Am a Clown) je 6. díl 15. řady (celkem 319.) amerického animovaného seriálu Simpsonovi. Scénář napsal Joel H. Cohen a díl režírovala Nancy Kruseová. V USA měl premiéru dne 7. prosince 2003 na stanici Fox Broadcasting Company a v Česku byl poprvé vysílán 14. října 2006 na stanici ČT2.

## Děj
Jednoho rána rodinu navštíví doktor Dlaha, jenž tvrdí, že Spasitel oplodnil jeho čistokrevnou pudlici Rosu Barksovou, a štěňata daruje rodině Simpsonových, čímž se z nich stane jejich problém. Bart a Líza štěňata rozdávají lidem, včetně Šáši Krustyho, který se s novým štěnětem vydá na procházku do své staré čtvrti v židovské komunitě ve Springfieldu, kde si prohlédne židovský chodník slávy. Zjistí, že nemá hvězdu na chodníku, a jde se o ni přihlásit. Když se však člověk, za kterým Krusty přijde, zeptá na datum jeho bar micva, Krusty se přizná, že ve skutečnosti nikdy žádnou bar micva neměl. Osoba mu řekne, že když nikdy neměl bar micva, není ve skutečnosti Žid. Krusty venku narazí na Barta a Lízu a řekne jim o svém problému. Bart a Líza se diví, jak je možné, že Krusty neměl bar micva, zvlášť když jeho vlastní otec je rabín. Zajdou za rabínem Hymanem Krustofskym, aby se ho zeptali, proč Krusty nikdy neměl bar micva, a Hyman jim prozradí, že to bylo proto, že se bál, že by Krusty celý obřad zesměšnil. Líza ho upozorní, že Krusty může mít bar micva i jako dospělý, protože v judaismu není nic, co by to zakazovalo. Hyman souhlasí, že synovi pomůže dosáhnout jeho cíle a naučí ho vše o judaismu. Vzhledem k tomu nemůže Krusty v sobotu (pro Židy den šabatu) vystupovat, proto si musí hledat náhradu, kterou se stane Homer, jenž jej ten den zastoupí. Homerův náhradní pořad je talk show, která se sama o sobě stane úspěšnou; Krusty se mezitím dál učí židovským tradicím. 
V reakci na překvapivý úspěch Homerovy show je Krustyho pořad nakonec Kanálem 6 zrušen. Líza navrhne Homerovi, aby využil své síly, ale sledovanost klesá a Homerův pořad je i kvůli Lízině návrhu zrušen. Mezitím Krusty nabídne stanici Fox svůj Bar Mitzvah. Když je Bar Mitzvah (Krusty the Klown's Wet 'n' Wild Bar Mitzvah), na kterém hostuje Mr. T, odvysílán, stane se hitem ve sledovanosti, ale podívaná zklame Krustyho otce. Krusty se cítí provinile a po skončení pořadu uspořádá skutečnou bar micva tradičním způsobem v židovském chrámu.

## Přijetí
V roce 2012 New York označil díl za jednu z 9. novějších epizod Simpsonových, která byla stejně dobrá jako klasická éra seriálu.
Joel H. Cohen byl za scénář k tomuto dílu nominován na Cenu Sdružení amerických scenáristů za vynikající scénář k animovanému filmu na 57. ročníku těchto cen.
Dan Castellaneta získal za roli v této epizodě cenu Primetime Emmy za vynikající hlasový výkon.